# Rua António Maria Cardoso
Die Rua António Maria Cardoso ist eine Straße im Zentrum der portugiesischen Hauptstadt Lissabon. Sie führt im Stadtteil Chiado von der Rua Vítor Cordon in nördlicher Richtung bergauf zum Largo do Chiado.
Ursprünglich trug der Straßenzug die Namen Rua do Tesouro Velho nach der hier gelegenen Schatzkammer der Herzöge von Braganza. Auf Beschluss des Stadtrates erhielt die Straße am 6. Februar 1890 anlässlich der Rückkehr des Afrikaforschers António Maria Cardoso (1849–1900) nach Lissabon ihren heutigen Namen.
1894 wurde in der Straße das Teatro São Luiz errichtet. Im ehemaligen Paço dos Duques de Bragança war ab 1955 der Sitz der Geheimpolizei PIDE, die ab 1969 Direção-Geral de Segurança (DGS) hieß. Während der Nelkenrevolution vom 25. April 1974 versuchten Aufständische das Gebäude zu erstürmen. Dabei wurden vier Menschen erschossen. Am folgenden Morgen ergaben sich die Polizisten. Neben der Tafel mit dem Straßennamen brachten die Aufständischen ein zweites Schild an: „Avenida dos Mortos pela PIDE“ (Straße der Opfer der PIDE). Seit 2005 erinnert eine Gedenktafel in der Straße an die Ereignisse.